# Фрикционный тормоз

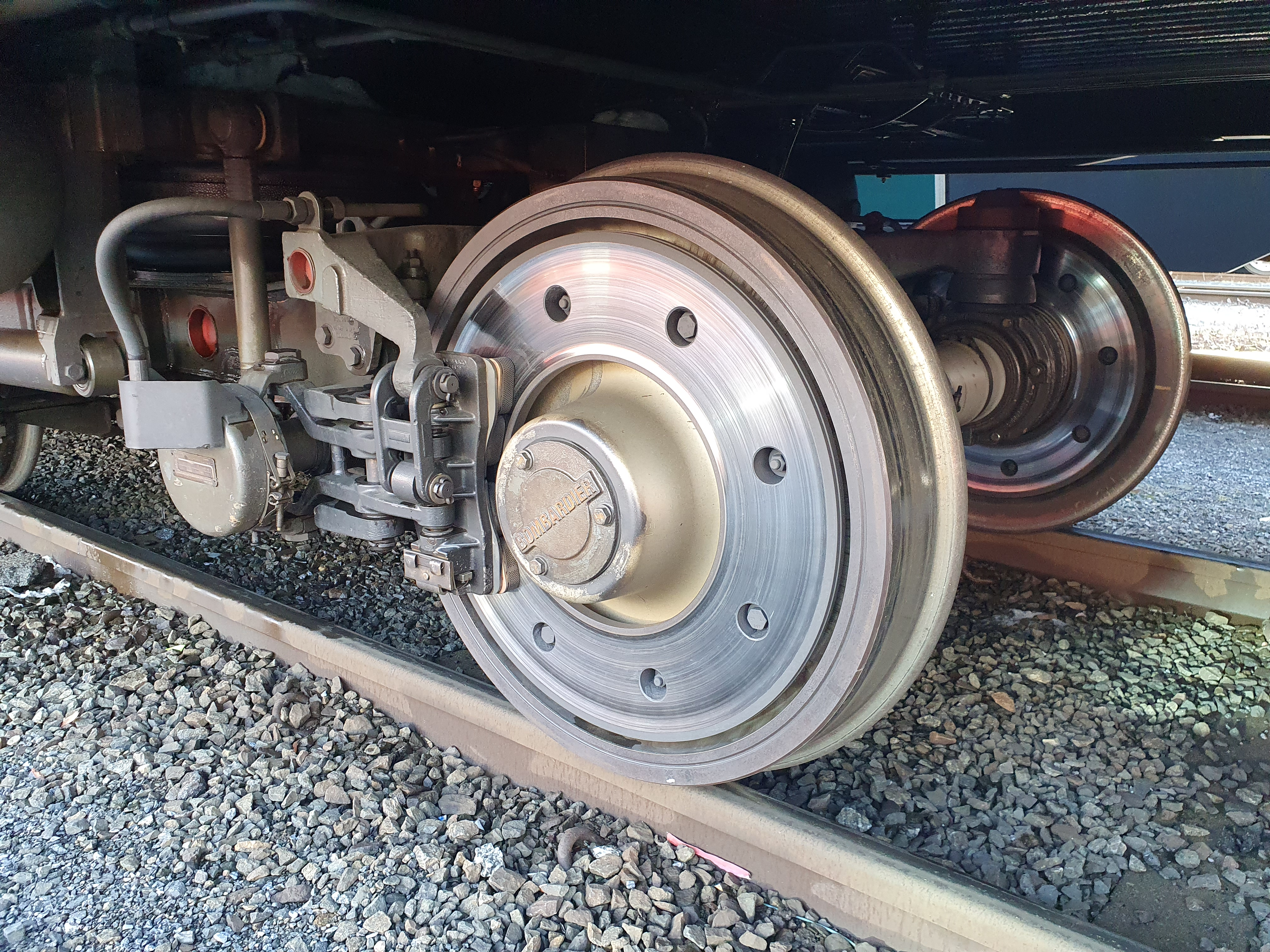

Фрикционный то́рмоз — тормозной механизм транспортного средства, осуществляющий торможение за счёт сил трения между его неподвижными и вращающимися деталями.
Неотъемлемый элемент рабочих тормозных систем любых наземных колёсных, гусеничных и рельсовых транспортных средств: велосипедов, мотоциклов, автомобилей, гусеничных машин, железнодорожного подвижного состава. Независимо от своей конструкции в абсолютно подавляющем большинстве случаев выполняет роль так называемого рабочего тормоза, то есть, такого, которым обеспечивается всережимное регулирование скорости транспортного средства и его остановка с необходимой эффективностью. На колёсных транспортных средствах фрикционными тормозами оснащается каждое колесо; на гусеничных — валы привода бортовых редукторов; на рельсовых — каждое колесо или колёсная пара локомотива или вагона. Также фрикционными тормозами оборудуются самолёты. 
В процессе торможения фрикционными тормозами кинетическая энергия движущегося транспортного средства преобразуется в теплоту, которая рассеивается в окружающей среде.

## Типы фрикционных тормозов
В зависимости от конструктивной специфики фрикционных тормозных механизмов возможны следующие типы фрикционных тормозов:
Дисковый тормоз 
Фрикционный тормоз, в котором силы трения создаются на боковых поверхностях вращающегося диска.
Применяется на велосипедах, мотоциклах, легковых и грузовых автомобилях, гусеничных машинах, рельсовых транспортных средствах, самолётах.
Барабанный тормоз 
Фрикционный тормоз, в котором силы трения создаются на внутренней поверхности вращающегося цилиндра (барабана).
Применяется на старых мотоциклах, легковых и грузовых автомобилях, гусеничных машинах.
Колодочный тормоз
Фрикционный тормоз, в котором силы трения создаются путем прижатия специальных тормозных колодок к поверхностям катания колес.
Применяется на велосипедах, рельсовых транспортных средствах.
Рельсовый тормоз 
Фрикционный тормоз, в котором силы трения создаются путем взаимодействия с рельсом специального тормозного башмака, расположенного на тележках подвижного состава.
Применяется только на рельсовых транспортных средствах.
Ленточный тормоз 
Фрикционный тормоз, в котором силы трения создаются лентой на наружной поверхности вращающегося цилиндра.
Применяется на гусеничных машинах.